# Marché Serpette
Pour les articles homonymes, voir Marché et Serpette.
Le marché Serpette, situé au sein du marché aux puces de Saint-Ouen (Seine-Saint-Denis), en France, possède la plus grande concentration d'antiquaires et de brocanteurs du monde. Il est concentré sur le luxe et regroupe de nombreux acteurs du marché de l'antiquité haut de gamme. Il est accolé au marché Paul-Bert.

## Histoire
Au début des années 1970, Alain Serpette achète un ancien garage Citroën. Lui-même fils de brocanteurs spécialisés dans la vente d'armes anciennes, il entreprend d'aménager 120 boxes pour y créer un marché couvert mais il ne demande pas d'autorisation pour cette construction. Le conseil municipal de Saint-Ouen décida finalement de ne pas s'opposer à la construction de cette extension du marché aux puces.
En 2005, le duc de Westminster (le groupe Grosvenor qui gère les actifs de Gerald Cavendish Grosvenor) rachète le marché.
En 2014, Jean-Cyrille Boutmy (patron de Studyrama) rachète le marché.
Le marché Serpette rencontre un grand succès pour devenir rapidement l'un des plus florissants des puces.

## Le marché Serpette de nos jours
Aujourd'hui, le marché Serpette est clairement spécialisé dans l'antiquité de luxe. Le renouvellement des marchandises y est fréquent, et le marché a acquis une notoriété internationale. Ce lieu serait prisé par certaines célébrités, et de riches propriétaires y recherchent souvent la pièce unique pour leur logement. 
Voici la liste des spécialités des antiquaires du marché :
- antiquaires généralistes
- archéologie
- argenterie
- armes
- Art déco
- bagages anciens
- bibelots
- bijoux anciens
- boiseries
- décoration
- e-boutiques
- expert
- galerie d'art
- haute époque
- luminaires
- meubles régionaux
- peintures
- vente à marchand
- verreries
- XVIIIe siècle
- XIXe siècle
- XXe siècle